# 6239 Minos
6239 Minos è un asteroide near-Earth. Scoperto nel 1989, presenta un'orbita caratterizzata da un semiasse maggiore pari a 1,1519631 UA e da un'eccentricità di 0,4128736, inclinata di 3,94407° rispetto all'eclittica.